# Кандауров, Дмитрий Дмитриевич
Дмитрий Дмитриевич Кандауров (Орловская губерния — 26 января 1906, Пенза) — пензенский полицмейстер.

## Биография
Из потомственных дворян Орловской губернии, начал свою службу в Витебской казенной палате в 1890 году откуда перешел в контрольную палату там же в Витебске. В 1891 году он был переведен в Орел, а затем в 1892 году назначен становым приставом, но вскоре он по прошению вернулся на прежнюю службу, сначала в качестве помощника ревизора, а затем секретаря палаты.
В 1896 году он получил назначение на должность помощника Кременчугского уездного исправника, Злотоношского исправника. Кандауров стал быстро продвигаться по службе и уже в 1903 году получил назначение на должность Пензенского полицмейстера.
26-го января 1906 года утром возле Спасского кафедрального собора расстреляли пензенского полицмейстера Кандаурова. Дмитрий Дмитриевич ехал с рапортом к губернатору, а впереди медленно двигался обоз с дровами. "Этим и воспользовался убийца, он выпустил три пули, из которых одна попала в руку, другая — в оглоблю, а третья, смертельная, — в спину. Полицмейстер не потерял присутствия духа и, выхватив револьвер, крикнул кучеру: «Догоняй».
Убийца тем временем побежал по направлению к присутственным местам. Сани полицмейстера рванули за ним. Но уже у здания окружного суда Дмитрий Кандауров потерял сознание и выронил из рук револьвер. Смертельно раненного чиновника повезли в дом губернатора. Там, не приходя более в сознание, Дмитрий Дмитриевич «тихо скончался».
Бывший свидетелем покушения солдат гарнизона и двое городовых преследовали террориста. Поначалу тот «забежал за здание Архивной комиссии, перебросился через каменный забор и помчался к Пушкарской улице, где вбежал в дом Венценосцева и спрятался в чулане верхнего этажа флигеля». Там убийцу и задержали. В городском полицейском управлении выяснили, что это бывший воспитанник Рисовальной школы Виктор Васильев. «В полицию тут же явилась и мать преступника, которая его признала. Васильев сразу же сознался и, как оказалось принадлежал к партии революционеров и уже два раза привлекался к дознанию по политическим делам». При задержании у несостоявшегося художника отобрали револьвер браунинг с четырьмя патронами. "Пули были нарезные, а в одной из них найдено какое-то вещество, по всей видимости яд. У полицмейстера Дмитрия Кандаурова остались жена и трое малолетних детей.
28 февраля военный суд при закрытых дверях начал рассмотрение дела Виктора Платоновича Васильева, обвинявшегося в убийстве полицмейстера. Преступник получил 10 лет каторжных работ. Однако благодаря поддержке товарищей сумел бежать из-под стражи за границу. Вновь его арестовали в Женеве и как уголовника выдали России. В итоге Васильева лишили всех прав состояния, а срок оставили прежним.